# Ann Powers
Ann K. Powers (Seattle, 4 de febrero de 1964) es una periodista, escritora y crítica musical estadounidense, reconocida por sus aportes en los ámbitos de la música rock y pop. Ha trabajado como crítica musical para NPR y Los Angeles Times, donde fue la crítica principal de música pop. También ha contribuido con The New York Times y fue editora de The Village Voice. Powers es autora de los libros Weird Like Us: My Bohemian America, Good Booty: Love and Sex, Black & White, Body and Soul in American Music y Piece by Piece, este último escrito junto a Tori Amos.
Powers ha aparecido en varios programas de televisión y documentales. Hizo parte del reparto de la película The Punk Singer, donde discute la influencia e importancia de Kathleen Hanna en la escena del punk. También apareció en un documental de 2005 titulado The Gits y en el documental de 2015 Undeniably Donnie.

## Publicaciones
- McDonnell, Evelyn; Powers, Ann, eds. (1995). Rock She Wrote: Women Write About Rock, Pop, and Rap. London: Plexus. ISBN 978-0-859-65233-9. OCLC 35130945.
- Powers, Ann (2000). Weird Like Us: My Bohemian America. New York: Simon & Schuster. ISBN 978-0-684-83808-3. OCLC 42421011.
- Amos, Tori; Powers, Ann (2005). Tori Amos: Piece by Piece. A Portrait of the Artist: Her Thoughts, Her Conversations. New York: Broadway Books. ISBN 978-0-307-49204-3. OCLC 320322936.
- Powers, Ann, ed. (2010). Best Music Writing 2010. Cambridge, MA: Da Capo Press. ISBN 978-0-306-81925-4. OCLC 548569629.
- Powers, Ann (2017). Good Booty: Love and Sex, Black & White, Body and Soul in American Music. New York: Dey Street, William Morrow. ISBN 978-0-062-46369-2. OCLC 981576251.